# Ricardo Cordeiro da Rocha
Ricardo Cordeiro da Rocha (São Paulo, 10 de julho de 1965) é um ex-futebolista e treinador de futebol brasileiro. Atualmente está sem clube.

## Carreira de jogador
Como jogador, defendeu apenas o Velo Clube, porém a posição em que jogava e o período em que atuou pelo clube são desconhecidos.

## Carreira de treinador
Tornou-se treinador em 1997, comandando Goiânia, Velo Clube, Mixto e Camboriú.
Em novembro de 2006, a Federação Cabo-Verdiana de Futebol oficializou a contratação de Ricardo da Rocha, fato que gerou confusão na imprensa local, tendo esta acreditado que tratava-se do ex-zagueiro Ricardo Rocha, tetracampeão com a Seleção Brasileira na Copa de 1994 e com passagens por Vasco, Flamengo, Sporting, Real Madrid, São Paulo, Fluminense, Santos e Newell's Old Boys. A notícia surpreendeu o ex-zagueiro, que levou na brincadeira: "Alguém fez uma confusão muito grande, mas eu estou me divertindo com isso", afirmou o tetracampeão.
Ao enviar o currículo, o técnico afirmou que havia jogado por Lazio, Fiorentina, Palmeiras, Vasco, Flamengo e Santos, além de ter treinado o Figueirense, informações desmentidas por Hermínio Silves, do jornal A Semana. Porém, a passagem pelos Tubarões Azuis durou pouco: após 4 jogos sem vitória, que custaram a classificação para a Copa Africana de Nações de 2008, optou em deixar o cargo. Para seu lugar, foi escolhido o português João de Deus, que já integrava a comissão técnica.
Em 2016, Ricardo da Rocha foi contratado pelo Águia Negra para a disputa do Campeonato Sul-Mato-Grossense, mas sua passagem durou pouco tempo. Treinou ainda Rondoniense, Ebusua Dwarfs e Ashanti Gold.